# DR-Baureihe 50.40

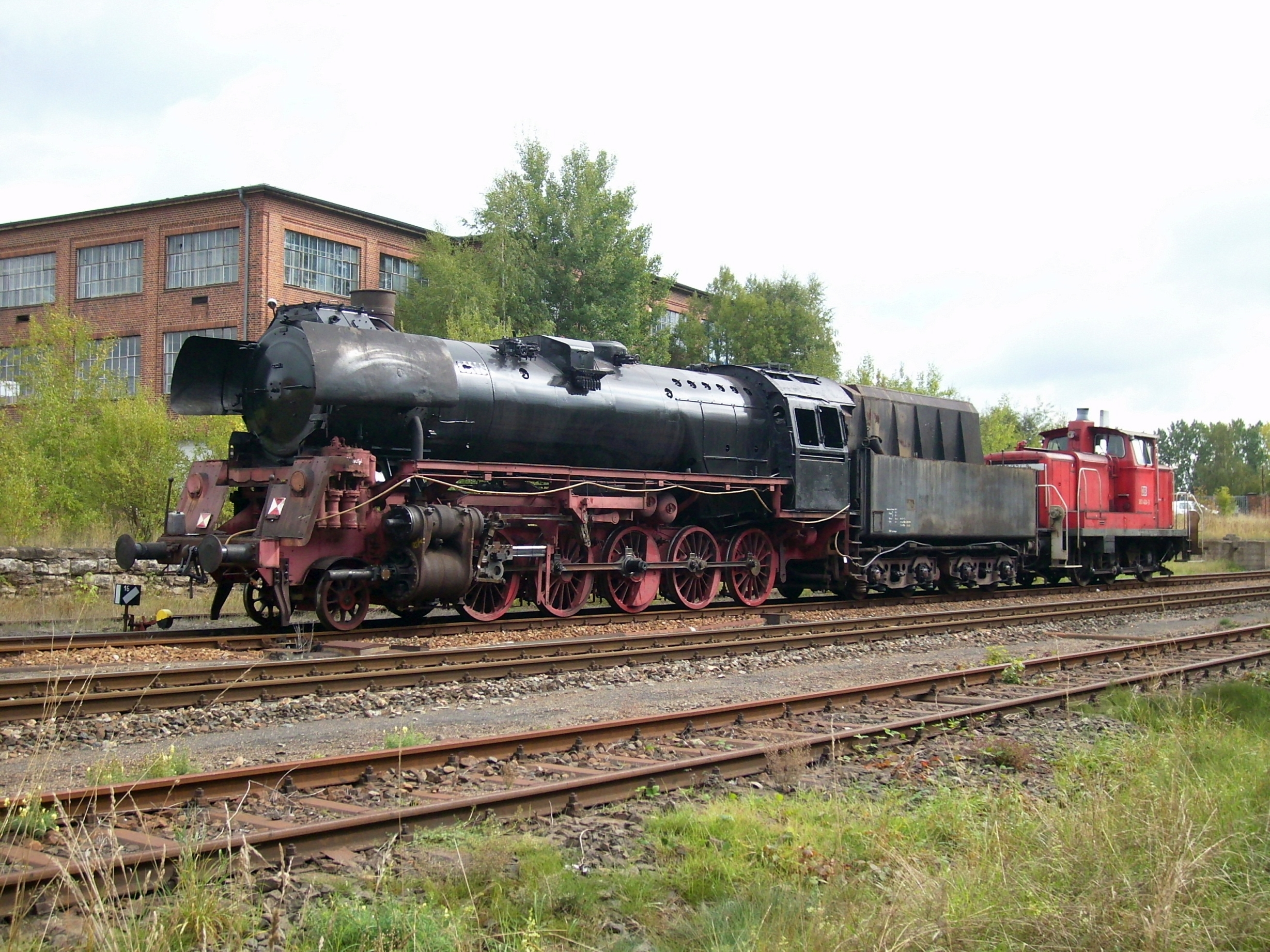
Heizerseite der Lok, 2008

Die Lokomotiven der Baureihe 50.40 waren Neubau-Güterzuglokomotiven der Deutschen Reichsbahn und eine Weiterentwicklung der DR-Einheitsdampflokomotiven der Baureihe 50.

## Geschichte
Die Deutsche Reichsbahn besaß nach dem Zweiten Weltkrieg etwa 350 Lokomotiven der Baureihe 50, allerdings benötigte sie weitere Güterzuglokomotiven, die den Leistungsbereich zwischen den Baureihen 50 und 52 sowie den schweren Güterzugloks der Baureihe 44 abdecken sollten. Zuerst dachte die DR an den Bau einer 1’E h2-Schlepptenderlokomotive mit 18 t Achsfahrmasse. Eine Umfrage in allen Reichsbahndirektionen ergab allerdings, dass nur die Direktionen Halle und Erfurt einer Maschine mit 18 t Achsfahrmasse den Vorzug gegenüber einer universell einsetzbaren Bauart mit 15 t gaben. Einen Schlussstrich setzte schließlich der damalige Verkehrsminister Erwin Kramer. Er ordnete die Beschaffung einer 1’E h2 mit 15 t Achsfahrmasse an. Vom nun als Baureihe 50.40 bezeichneten Typ sollten zunächst 350 Stück beschafft werden. Man wollte mit den Neubaumaschinen den Bestand der Baureihe 50 ergänzen und einen Teil der Kriegslokomotiven und Länderbaureihen ersetzen. Um die Kosten bei Beschaffung und Konstruktion möglichst gering zu halten, wurden nach dem Vorbild der Einheitslokomotiven zahlreiche Baugruppen der 50.40 baugleich mit den zeitgleich entwickelten Personenzuglokomotiven der Baureihe 23.10 ausgeführt. So hatten beide Bauarten freizügig tauschbare Kessel und Führerhäuser, sie wurden mit Neubautendern der Bauart 2’2’ T28 gekuppelt.
Eigentlich sollten an ihrer Stelle 80 Exemplare der ČSD-Reihe 556.0 von Škoda beschafft werden. Dazu kam es jedoch infolge politischer Probleme nicht. Die Lokomotiven dieser Baureihe sollten die Leistungslücke zwischen den Baureihen 50 und 44 in Form von Achslast und Zugkraft füllen. Diese Aufgabe wurde dann von der Baureihe 58.30 erfüllt. Die Zugkraft einer Lokomotive der Baureihe 50.40 betrug maximal 2400 Tonnen.

## Konstruktion
Die Abmessungen des Fahrwerks entsprach weitgehend dem der Einheitslokomotivbaureihen 50 und 52. Der verwendete Blechrahmen war eine Neukonstruktion. Er war zwar mehrfach in Längs- und Querrichtung versteift, dennoch war er für die später von den Maschinen abverlangten Zuglasten zu schwach konstruiert. Trotz entsprechender Empfehlungen der FVA Halle (Fahrzeugversuchsanstalt, spätere VES-M Halle) wurde der Rahmen nicht grundlegend überarbeitet. Die Folge waren erhebliche Probleme bei der Erhaltung, was schließlich zum vergleichsweise frühen Ausscheiden der Lokomotiven aus dem Betriebspark der DR führte.
Der Kessel war ebenfalls eine Neukonstruktion nach modernen Baugrundsätzen mit Verbrennungskammer und Mischvorwärmer. Die Leistung des Neubaukessels lag rund 110 kW (150 PS) höher als die des Einheitskessel der Baureihe 50. Auch beim Dampf- und Kohleverbrauch schnitten die Neubaulokomotiven besser ab. Alle Serienmaschinen waren mit Druckausgleichskolbenschiebern der Bauart Trofimoff ausgerüstet, die durch ihre sehr guten Leerlaufeigenschaften überzeugten.
Die Lokomotiven erhielten wie die der Baureihe 23.10 Tender der neuen Bauart 2’2’ T28, die später auch mit Lokomotiven der Baureihen 50.35 und 58.30 gekuppelt wurden. Im Gegensatz zur Tenderbauart 2’2’ T26 und den Öltendern erhielten die Neubautender keine Führerhausrückwand, allerdings begrenzte die Deutsche Reichsbahn die zulässige Geschwindigkeit aller Schlepptenderlokomotiven bei der Fahrt mit dem Tender voraus auf 50 km/h.
Die Kesselkonstruktion wurde in wegen abweichender Rahmenmaße etwas verlängerter Ausführung auch für die Neubekesselung der Lokomotiven der Reihen 50 und 58 im Rahmen der Rekonstruktion zu den Reihen 50.35 und 58.30, einige Jahre danach auch für die ursprünglichen Kriegslokomotiven der Reihe 52.80 (Ersatzkessel 50E) genutzt.

## Einsatz
Entgegen den ersten Planungen konnten zwischen 1956 und 1960 nur 88 Maschinen, die als 50 4001 bis 4088 bezeichnet wurden, in Dienst gestellt werden. Mit der am 30. Dezember 1960 ausgelieferten 50 4088 endete nicht nur das Dampflokomotivneubauprogramm der DR, sondern auch der Bau von Regelspurdampflokomotiven in Deutschland. Die Deutsche Reichsbahn konzentrierte die Maschinen in den Reichsbahndirektionen Greifswald und Schwerin. Ab 1968 setzte nur noch die Rbd Schwerin Lokomotiven der Baureihe 50.40 ein. Hochburgen für diese Baureihe waren das Bahnbetriebswerk Hagenow Land, von wo aus sie auch den Bundesbahn-Grenzbahnhof Büchen erreichten, und das Bahnbetriebswerk Wittenberge. Nach nicht einmal 20 Jahren Dienstzeit wurde die letzte 50.40 im November 1980 ausgemustert. Einige Maschinen wurden noch als Dampfspender und Heizlokomotiven bei verschiedenen Industriebetrieben weiterverwendet.

## Verbleib
Einzig die am 21. Oktober 1960 abgenommene Lokomotive 50 4073 blieb erhalten. Sie diente nach ihrer Ausmusterung bei der DR 1981 in Loitz und Demmin als Heizlokomotive.
Das Bayerische Eisenbahnmuseum in Nördlingen übernahm sie in einem schlechten Zustand 1991 und begann mit einer optischen Aufarbeitung. Im Jahr 2024 wurde die Lok betriebsfähig aufgearbeitet.
Ursprünglich plante die DR, die 50 4088 als letzte Neubaudampflokomotive zu erhalten. Die Maschine wurde aber im März 1980 bei einem Unfall schwer beschädigt und konnte so nicht mehr im Betriebsdienst eingesetzt werden. Obwohl es damals Alternativen zur 50 4088 gab, gelangte kein Exemplar dieser Baureihe in den Traditionslokomotivbestand der DR.